# The Agent
Pour plus de détails, voir Fiche technique et Distribution.
The Agent (hangeul : 베를린 ; RR : Bereullin, littéralement « Berlin ») est un film d'espionnage sud-coréen écrit et réalisé par Ryoo Seung-wan, sorti en 2013.

## Synopsis
À Berlin, des services secrets internationaux courent aux trousses d'un agent impliqué dans un trafic d'arme pour la Corée du Nord. Ayant appris que son épouse a été enlevée pour le faire parler, ce dernier n'a peu de choix de trahir soit son agence soit sa famille…

## Fiche technique
- Titre original : 베를린 (Bereullin)
- Titre international : The Berlin File
- Titre français : The Agent
- Réalisation : Ryoo Seung-wan
- Scénario : Ryoo Seung-wan
- Musique : Jo Yeong-wook
- Direction artistique : Jeon Su-a
- Décors : Jeon Soo-ah
- Costumes : [Qui ?]
- Photographie : Choi Young-hwan
- Son : Kim Chang-seop
- Montage : Kim Sang-bum et Kim Jae-bum
- Production : Kang Hye-jeong
- Société de production : Filmmakers R&K
- Société de distribution : CJ Entertainment
- Budget : 9 000 000 de dollars[1]
- Pays de production : Corée du Sud
- Langues originales : coréen, anglais, allemand
- Format : couleur - 2.35 : 1 - Dolby Digital - 35 mm
- Genre : espionnage, action et thriller
- Durée : 120 minutes
- Dates de sortie :
  - Corée du Sud : 30 janvier 2013
  - Hong Kong : 18 mars 2013 (Festival international du film de Hong Kong)
  - France : 5 septembre 2013 (L'Étrange Festival)
  - France : 4 décembre 2013 (DVD)

## Distribution
Source et légende : Version française (V. F.) sur RS Doublage
- Ha Jeong-woo (V. F. : Thomas Roditi) : Pyo Jong-seong
- Han Suk-kyu : Jeong Jin-soo
- Ryoo Seung-beom : Dong Myeong-soo
- Jeon Ji-hyeon (V. F. : Pamela Ravassard) : Ryeon Jeong-hee
- Lee Kyeong-yeong : Ri Hak-soo, l'ambassadeur de Corée du Nord
- John Keogh : Marty, l'agent de CIA
- Werner Daehn (V. F. : Laurent Larcher) : Youri

## Production

### Développement
Le scénariste-réalisateur Ryoo Seung-wan rencontre des transfuges nord-coréens au profit de réalisation pour la chaîne sud-coréenne MBC, diffusée en 2010. Ainsi se prépare le cinéaste qui a l'intention de « faire un film d'action réaliste et ultra-rapide sur les agents sud-coréens découvrant les valeurs secrets en Corée du Nord et sur le comment s'impliquerait le dynamique de politique entre les deux pays coréens ». Il veut absolument que son film rappelle à La Mémoire dans la peau (The Bourne Identy, 2002) de Doug Liman, notamment sur le plan émotionnel, la solitude et la tristesse comme l'avaient vécus les véritables agents secrets.
Le budget étant 9 000 000 de dollars, le long-métrage est produit par Filmmakers R&K et financé par CJ Entertainment. Le côté saisonnier joue un rôle important dans le film du fait que Ryoo Seung-wan tourne quasiment en Europe.

### Tournage

La porte de Brandebourg et la Pariser Platz.

Ryoo Seung-wan commence à filmer, le 16 avril 2012, à Hwaseong dans le sud de Séoul de la province du Gyeonggi en Corée du Sud. Les acteurs et l'équipe partent, au début de mai 2012, à Berlin en Allemagne et à Riga en Lettonie. Les prises de vues sur les toits berlinois dans le film reconnaissent le Westin Grand Hotel à Schöneberg[réf. nécessaire], le Hackescher Markt dans le quartier de Mitte et la Pariser Platz dans le quartier de Dorotheenstadt devant la porte de Brandebourg avec vue imprenable sur les ambassades des États-Unis et de France,. Le choix de Berlin répond à la fois à des critères scénaristiques : une ville cosmopolite marquée par des décennies de lutte entre les services de renseignement ; à la référence à la série des Jason Bourne ; et au choix du réalisateur de faire un hommage au film d'espionnage occidental des années 1970.

## Accueil

### Sorties internationales
The Agent sort le 30 janvier 2013 en Corée du Sud. La France n'assiste qu'entre autres, à L'Étrange Festival du 5 septembre 2013 à Paris et qu'aux DVD, distribués à partir du 4 décembre 2013.

### Box-office
| Pays ou région | Box-office        | Date d'arrêt du box-office | Nombre de semaines |
| -------------- | ----------------- | -------------------------- | ------------------ |
| Corée du Sud   | 7 166 268 entrées | 12 mai 2013                | 9                  |

En une semaine et quelques jours après sa sortie nationale, le film a attiré près 2 800 000 spectateurs avec plus de 1 500 000 de billets vendus pour le tout premier week-end.

## Distinctions

### Récompenses
- Baek Sang Art Awards 2013 : Meilleur acteur pour Ha Jeong-woo
- Buil Film Awards 2013 :
  - Meilleure réalisation pour Ryoo Seung-wan
  - Meilleure musique pour Jo Yeong-wook
- Grand Bell Awards 2013 :
  - Meilleure photographie pour Choi Young-hwan
  - Meilleures lumières pour Kim Seong-kwan

### Nominations
- Baek Sang Art Awards 2013 :
  - Meilleur film pour Ryoo Seung-wan
  - Meilleure réalisation pour Ryoo Seung-wan
- Mnet 20's Choice Awards 2013 :
  - 20's Movie Star Masculin pour Ha Jeong-woo
  - 20's Movie Star Féminine pour Jeon Ji-hyeon
- Buil Film Awards 2013 :
  - Meilleur scénario pour Ryoo Seung-wan
  - Meilleure photographie pour Choi Young-hwan
  - Meilleurs décors pour Jeon Soo-ah
- Blue Dragon Film Awards 2013 :
  - Meilleur film pour Ryoo Seung-wan
  - Meilleure réalisation pour Ryoo Seung-wan